# Custódia
Custódia is een gemeente in de Braziliaanse deelstaat Pernambuco. De gemeente telt 33.874 inwoners (schatting 2009).
De gemeente grenst aan Betânia, Flores, Carnaíba, Afogados da Ingazeira, Iguaraci, Sertânia, Ibimirim en Floresta.